# Nuclear Throne
Nuclear Throne is een top-down shooterspel met roguelike-elementen, ontwikkeld door de Nederlandse indie-computerspelontwikkelaar Vlambeer. Het spel speelt zich af in een post-apocalyptische wereld en kenmerkt zich door snelle gameplay en een hoge moeilijkheidsgraad.

## Spelverloop

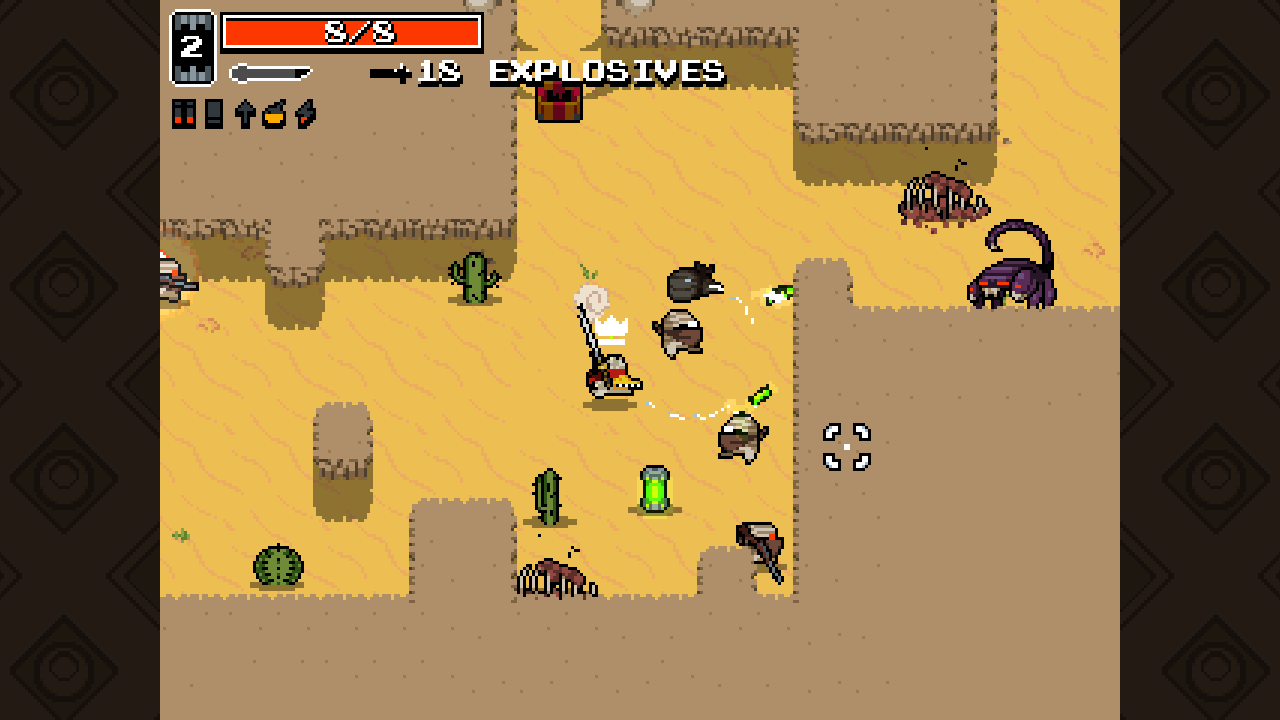
Een screenshot van de gameplay van Nuclear Throne.

In Nuclear Throne navigeren spelers door procedureel gegenereerde levels, verzamelen wapens en strijden tegen mutanten en monsters, met als doel de "Nuclear Throne" te bereiken. De gameplay kenmerkt zich door snelle actie, waarbij spelers vijanden dienen te ontwijken en strategisch moeten schieten, met aandacht voor munitiebeheer en het gebruik van dekking om te overleven. Het spel maakt gebruik van een 'permadeath'-systeem, wat inhoudt dat de dood van de speler hen terugbrengt naar het begin van het spel.
Spelers kunnen "rads", die fungeren als een soort ervaringspunten, verzamelen door vijanden te verslaan, die vervolgens kunnen worden ingezet om mutaties te ontgrendelen. Deze mutaties bieden voordelen zoals verbeterde gezondheid, krachtigere wapens en speciale vaardigheden. Het spel biedt een verscheidenheid aan personages met unieke vaardigheden en statistieken, wat spelers de mogelijkheid geeft om verschillende speelstijlen uit te proberen. Nuclear Throne beschikt ook over 125 verschillende soorten wapens, van pistolen en jachtgeweren tot energie- en explosiewapens, elk met specifieke eigenschappen. Spelers kunnen maximaal twee wapens tegelijkertijd dragen.
Daarnaast is er een lokale co-op-modus voor twee spelers, waarin de uitdaging toeneemt doordat munitie moet worden gedeeld. Deze modus bevat een reddingsmechanisme waarbij de andere speler enkele seconden de tijd heeft om een gevallen medespeler te redden.

## Ontwikkeling
Nuclear Throne werd ontwikkeld door Vlambeer. Het spel begon als Wasteland Kings, maar de naam werd aangepast na bezwaren van InXile Entertainment, de ontwikkelaars van Wasteland 2. Het bedrijf uitte bezorgdheid over mogelijke verwarring tussen de twee spellen, wat leidde tot de naamswijziging.
Vlambeer maakte het ontwikkelingsproces transparant door middel van live-streams op Twitch, waardoor spelers de voortgang konden volgen en feedback konden geven. Het spel werd in 2013 uitgebracht op Steam Early Access, waar het gedurende twee jaar verder werd ontwikkeld op basis van feedback van spelers. Wekelijks werden nieuwe builds van het spel uitgebracht.
Tijdens de ontwikkeling werd veel aandacht besteed aan het "gevoel" van het spel, met name de manier waarop wapens aanvoelen en functioneren. Het geluidsontwerp speelde daarin een cruciale rol. Daarnaast werd er voor het spel een fictieve taal, genaamd "Trashtalk", ontworpen om de persoonlijkheden van de personages en de wereld te versterken.

## Uitgave
Het spel werd officieel uitgebracht op 5 december 2015 voor PlayStation 4, PlayStation Vita en pc, via Steam, en later ook voor Xbox One. Ondanks de officiële release bleef Vlambeer doorwerken aan Nuclear Throne met verschillende kleine updates en bugfixes. De laatste grote update, Update 99, verscheen op 7 november 2017.

## Ontvangst
Nuclear Throne werd over het algemeen goed ontvangen vanwege de intense actie, variatie in personages en wapens, en de hoge herspeelbaarheid. Het spel werd geprezen om zijn uitdagende en energieke gameplay, evenals het effectieve geluidsontwerp dat bijdroeg aan de toegankelijkheid. De unieke en memorabele visuele stijl werd ook gewaardeerd. Sommige critici uitten echter kritiek op de hoge moeilijkheidsgraad en de soms frustrerende oneerlijkheid van het spel.